# Linda Bresonik
Linda Bresonik, född den 7 december 1983 i Essen i Tyskland, är en tysk fotbollsspelare (mittfältare). Hon representerar den franska klubben Paris Saint-Germain Féminines sedan i juli år 2012. 
Vid fotbollsturneringen under OS 2008 i Peking deltog hon i det tyska lag som tog brons. 